# Riccardia reducta
Riccardia reducta là một loài rêu trong họ Aneuraceae. Loài này được R.M. Schust. mô tả khoa học đầu tiên năm 1963. Danh pháp khoa học của loài này chưa được làm sáng tỏ. 